# Балдинская коллекция

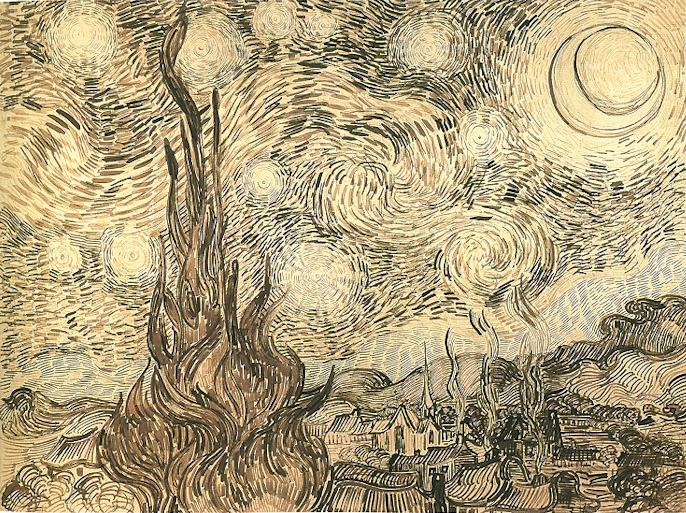
Винсент Ван Гог. Звёздная ночь. 1889. Рисунок пером и чернилами

Ба́лдинская колле́кция — собрание из 364 произведений западноевропейского искусства (два живописных и 362 графических, среди которых — рисунки Рембрандта, Рубенса, Коро, Мане, Дега, Ван Дейка, Ван Гога, Тициана и Дюрера), тайно вывезенное в 1945 году из капитулировавшей Германии в СССР советским офицером Виктором Балдиным. Находится в России.
Часть собрания Бременской художественной галереи была спрятана от воздушных налётов в подвале замка Карнцов (Бранденбург) и впоследствии обнаружена советскими солдатами. Капитану Виктору Балдину удалось спасти от уничтожения некоторые шедевры, которые он впоследствии передал московскому Музею архитектуры имени Щусева.
В 1991 году коллекция поступила на баланс Министерства культуры СССР, которое передало её в Эрмитаж.
В 2003 году Министерство культуры Российской Федерации предложило вернуть коллекцию в Бремен. Однако в силу юридических и политических коллизий передача коллекции так и не состоялась.

## История

### Коллекция Бременской художественной галереи
Бременская художественная галерея была закрыта вскоре после начала войны из-за опасения воздушных налётов. Изначально картины хранились в подвале, переоборудованном в бункер. Ночью 5 сентября 1942 года в галерею попала зажигательная бомба, уничтожившая лестничную клетку и шесть комнат на верхнем этаже. При этом сгорела знаменитая историческая картина Эмануэля Лойце «Вашингтон пересекает Делавэр», которую из-за её размеров не удалось перевезти в хранилище.
После этих серьёзных повреждений значительная часть коллекции была спрятана в убежищах под зданиями Bremer Landesbank и Norddeutsche Kreditbank. Затем по распоряжению бургомистра Бёмкера было решено перевезти коллекцию  в безопасное место за городом. В 1943 году начался вывоз произведений искусства в четыре разных места. Часть картин, рисунков и графических работ была перевезена в замок Карнцов графа Кёнигсмарка близ Кирица в маркграфстве Бранденбург, часть – в замок Ноймюле графа фон дер Шуленбурга в округе Зальцведель, а часть – в замок Швёббер под Гамельном. Скульптуры были доставлены в княжескую крипту Бюккебург.
В замке Карнцов хранились 50 картин, 1715 рисунков и около 3000 листов гравюр. В мае 1945 года он был использован в качестве базового лагеря советскими войсками, возвращавшимися домой. Солдаты узнали о тайнике произведений искусства, в результате чего он был полностью разграблен. Многие работы были украдены и жившими по соседству немцами. Впоследствии берлинскому скульптору Курту Ройтти, руководителю отдела, который он сам создал для этой цели в Берлинском городском совете, удалось благодаря интенсивным поискам вернуть хотя бы часть работ, украденных немцами и появившихся на чёрном рынке.

### Балдинская коллекция
29 мая 1945 года солдаты и офицеры 38-й сапёрной бригады начали выносить из замка имеющиеся там вещи. Капитан Виктор Балдин обнаружил в подвале открытые ящики, увидел разбросанные на полу документы и наблюдал, как солдаты освещали путь горящими бумагами. Балдин, до войны реставратор, признал в них рисунки великих мастеров и опечатал подвал. Среди найденных предметов были работы таких мастеров, как Коро, Делакруа, Дега, Дюрера, Ван Дейк, Ван Гог, Гойя, Мане, Рафаэль, Рембрандт, Роден, Рубенс, Тулуз-Лотрек и Тициан. После этого Балдин проживал в городе Загорске (ныне Сергиев Посад), куда привёз в своём чемодане собранные им работы. Три года они находились у него дома. В 1948 году он передал их московскому Государственному музею русской архитектуры  (в настоящее время Музей архитектуры имени Щусева).
В 2005 году вдова Виктора Балдина Юлия Сивакова в интервью сказала, что её супруг всегда хотел, чтобы коллекция вернулась в Бремен.
История Виктора Балдина и вывезенных им рисунков представлена в книге «Виктор Балдин — Человек с чемоданом / Виктор Балдин — Der Mann mit dem Koffer», вышедшей в 2007 году.